# Pomnik Dzieci Polskie Matce Polski w Toruniu
Pomnik Dzieci Polskie Matce Polski w Toruniu – pomnik znajdujący się w lesie na Barbarce w Toruniu, w pobliżu ul. Pawiej, przy skrzyżowaniu dróg leśnych. Pomnik wykonał toruński rzeźbiarz Ignacy Zelek. Pomnik odsłonięto 25 maja 1933 roku. Pomnik został sfinansowany ze składek uczniów toruńskich prawdopodobnie z okazji 700. rocznicy nadania praw miejskich Toruniowi. W październiku 1939 roku władze niemieckie zmusiły okolicznych mieszkańców do rozebrania pomnika. Płaskorzeźbiona tablica została ukryta przez mieszkańców Wrzosów. Pomnik odbudowano w 1947 roku.
Pomnik składa się z cokołu-mensy ołtarzowej, wykonanej z kostek granitowych. Na cokole wmurowano tablicę z piaskowca z płaskorzeźbionym wizerunkiem Matki Bożej z Dzieciątkiem Jezus. Na tablicy znajduje się napis: DZIECI POLSKIE MATCE POLSI 25.V 1933.